# Francisca Tu
Francisca Tu, auch Francesca Tu (* 3. November 1943 als Shiu-Yung in Wenzhou, China), ist eine chinesischstämmige deutsche Schauspielerin mit internationaler Karriere.

## Leben

### Die frühen Jahre
Die gebürtige Shiu-Yung wurde von ihrer deutschen Stiefmutter zum katholischen Glauben geführt und erhielt von ihr den neuen Vornamen Francisca. Bereits im Alter von vier Jahren wurde sie in ihrer Geburtsstadt eingeschult, später besuchte Francisca Tu auch eine Schule in Shanghai. Infolge der kommunistischen Machtübernahme durch die Maoisten floh ihre Familie nach Deutschland und ließ sich in der Nähe von Hannover nieder, wo sie mit ihrer älteren Schwester und zwei deutschen Stiefschwestern aufwuchs.

### Filmarbeit in Deutschland und Großbritannien
Francisca Tu nahm am Opernhaus Hannover Ballettstunden, ließ sich an der Hochschule für Musik, Theater und Medien Hannover ausbilden und trat bald auf der Bühne (neben Opern auch klassisches Theater) auf. Mit 19 Jahren ging sie nach London, wo sie bei einem Cousin unterkam und ihm in einem Auktionshaus assistierte. In dieser Zeit lernte Francisca Tu einiges über chinesische Kunst, nebenbei arbeitete sie als Fotomodell und für die Werbung. Ihre künstlerische Ausbildung setzte sie an der London Academy of Music and Dramatic Art fort. An ihrem 21. Geburtstag erhielt Francisca Tu einen Fototermin von der BBC und gleich darauf ihren ersten Auftrag als Schauspielerin in einer Fernsehproduktion.
Kurz darauf gelang der schmalen, 1,57 Meter messenden Künstlerin, die sich international meist Francesca Tu nannte, der Durchbruch, als sie in einer Reihe von Unterhaltungsfilmen als exotischer Blickfang eingesetzt wurde. In Jürgen Rolands Hongkong-Krimi Lotosblüten für Miss Quon spielte Francisca Tu die Titelrolle, überlebte aber das Ende des Films nicht. Nahezu zeitgleich wurde sie in England mit der sehr viel kleineren Rolle von Mr. Osatos Sekretärin an der Seite von Sean Connery in dem James-Bond-Film James Bond 007 – Man lebt nur zweimal besetzt. Darüber hinaus war sie die rechte Hand des von Christopher Lee gespielten chinesischen Meisterverbrechers Dr. Fu Man Chu in mehreren internationalen Exploitationfilmen. Kleinere Rollen waren ihr in der zweiten Hälfte der 60er Jahre an der Seite von Jerry Lewis (Der Spinner), Marcello Mastroianni (Diamanten zum Frühstück), Gregory Peck (Der gefährlichste Mann der Welt) sowie Peter Lawford und Sammy Davis junior (Salz und Pfeffer) beschieden. Ihre letzte internationale Filmrolle von Bedeutung führte sie 1970 in dem Western Leise weht der Wind des Todes an die Seite von Gene Hackman, Oliver Reed und Candice Bergen. Zu Fernsehverpflichtungen kehrte Francisca Tu regelmäßig nach Deutschland zurück und trat in populären Mehrteilern bzw. Reihen wie Der Tod läuft hinterher und Dem Täter auf der Spur auf. In der ARD-Vorabendserie Stewardessen spielte sie 1969 an der Seite von Johanna von Koczian die Flugbegleiterin Yukiko.

### Die späten Jahre
Nachdem sie einen deutschen Jurastudenten kennengelernt hatte, verließ die Schauspielerin Großbritannien. Beide heirateten und zogen 1971 nach Hamburg. Francisca Tu trat noch gelegentlich vor die Kamera, mit der Geburt ihres Sohnes im Sommer 1974 zog sie sich von der Schauspielerei weitgehend zurück. Stattdessen führte sie die chinesischen Restaurants ihres Vaters. 1978 kehrte Francisca Tu mit Ehemann und Sohn nach Hannover zurück. Sie erwarb in Sarstedt ein heruntergekommenes Hotel, renovierte es und eröffnete dort ein weiteres China-Restaurant. Nebenbei kümmerte sich Francisca Tu um die Ausbildung von Hotel-Nachwuchskräften. Für Film- und Fernsehengagement kehrte sie immer mal wieder vor die Kamera zurück. Dreharbeiten führten sie bis nach Florida und Hawaii. Eine tragende, wiederkehrende Rolle hatte sie 1993/94 in der deutschen Serie Florida Lady.
Im neuen Jahrtausend beendete Francisca Tu ihre Laufbahn als Hotel- und Restaurantbetreiberin und zog 2006 nach Berlin, wo sie weiterhin als Schauspielerin arbeitet.
2017, zum 50. Jubiläum des Bond-Films „Man lebt nur zweimal“, war Tu Gast in der Reihe „Mission Bond“ in Braunschweig und wurde von Gastgeber Danny Morgenstern vor rund 700 Gästen über ihre Arbeit beim Film und über ihr Leben interviewt.

## Filmografie (Auswahl)
- 1965: Ich, Dr. Fu Man Chu
- 1966: Die 13 Sklavinnen des Dr. Fu Man Chu
- 1966: Lotosblüten für Miss Quon
- 1967: James Bond 007 – Man lebt nur zweimal
- 1967: Der Spinner (Don Raise the Bridge, Lower the River)
- 1967: Das kleine Teehaus (Fernsehfilm)
- 1967: Der Tod läuft hinterher (Fernsehdreiteiler)
- 1967: Salz und Pfeffer (Salt and Pepper)
- 1967: Callan (eine Folge der Fernsehserie)
- 1968: Der Todeskuss des Dr. Fu Man Chu
- 1968: Diamanten zum Frühstück (Diamonds for Breakfast)
- 1969: Der gefährlichste Mann der Welt (The Chairman)
- 1969: Stewardessen (TV-Serie)
- 1969: Department S (eine Folge der Fernsehserie)
- 1969–1970: Dem Täter auf der Spur (zwei Folgen der Krimireihe)
- 1970: Liebling, sei nicht albern!
- 1971: Leise weht der Wind des Todes (The Hunting Party)
- 1971: Welcome to the Club
- 1971: Dreht euch nicht um – der Golem geht rum (zweiteiliger Fernsehfilm)
- 1972: Jason King (eine Folge der Krimiserie)
- 1973: Kressin und die zwei Damen aus Jade (TV-Reihe)
- 1982: Frühstück mit Julia (Fernsehfilm)
- 1983: Die fünfte Jahreszeit (eine Folge des Fernsehmehrteilers)
- 1991: Insel der Träume (zwei Folgen der Fernsehserie)
- 1993: Auf eigene Gefahr (eine Folge der Fernsehserie)
- 1994: Florida Lady (Fernsehserie)
- 1996: Der Bulle von Tölz: Das Amigo-Komplott
- 1996: Star Command – Gefecht im Weltall (Fernsehfilm)
- 1999: Sehnsucht nach Jack (Highway Society)
- 2009: Thank You Mr. Präsident (Kurzfilm)
- 2012: Großer Mann, ganz klein (Fernsehfilm)